# Premio Mario Francese
Il Premio Mario Francese è un premio giornalistico istituito nel 1993 alla memoria di Mario Francese, dedicato al cronista palermitano ucciso dalla mafia.
Il premio viene assegnato periodicamente dall'Ordine dei Giornalisti di Sicilia.

## Albo d'oro
- Francesco La Licata, 1993[3]
- Gianni Minoli, 1994
- Piero Marrazzo, 1995
- Lucia Annunziata e Rita di GIovacchino (ad interim), 1996
- Maurizio Costanzo e Ferruccio De Bortoli, 1998
- Michele Santoro e Enrico Deaglio, 1999
- Milena Gabanelli, 2002
- Gian Antonio Stella, 2003
- Carlo Lucarelli, 2004
- Fabrizio Gatti, 2005
- Sigfrido Ranucci e premio speciale “Scacco al re - La cattura di Provenzano”, 2007
- Gianluigi De Stefano, 2008
- Francesca Barra, 2010
- Giuseppe D'Avanzo, 2011
- Franco Oddo, Marina De Michele, 2012 - Premio giornalisti emergenti "Giuseppe Francese" a Gaetano Pecoraro.
- Pif, 2013/2014 - Premio giornalisti emergenti "Giuseppe Francese" a Ester Castano. Menzioni e riconoscimenti speciali a Delia Parrinello, Franco Viviano, Antonio Condorelli, Valerio Cataldi e a Ruggero Gabbai.
- Lirio Abbate, Federica Angeli, 2015 - Premio giornalisti emergenti "Giuseppe Francese" ad Accursio Sabella[4].
- Corrado Formigli, 2016 - Premio giornalisti emergenti "Giuseppe Francese" a Saul Caia[5].
- Filippo Roma, Marco Occhipinti e Cristiano Pasca - Claudio Bongiovanni (Le Iene), 2017 - Premio giornalisti emergenti "Giuseppe Francese" a Giovanna Cucè[6]. Menzioni e riconoscimenti speciali a Mario Barresi,[7] Sebastiano Caspanello, Dario De Luca, Riccardo Salvia, Alessandra Turrisi, Federica Virga.
- Daphne Caruana Galizia - Premio Mario Francese 2018 - Premio Giuseppe Francese a Elia Minari. Menzione speciale ai giornalisti Luigi Perollo, Fulvio Viviano, Antonio Fraschilla e Sandra Figliuolo. Riconoscimento speciale a Giovanni Impastato. Sezione Scuole: Liceo Classico Vittorio Emanuele II, Liceo Scientifico Benedetto Croce, Liceo Classico Giovanni Meli di Palermo. Riconoscimento speciale al Liceo Don Bosco Ranchibile di Palermo.
- Lucia Goracci - Premio Mario Francese 2019 - Premio Giuseppe Francese a Paolo Borrometi. Premio alla memoria ad Alessandro Bozzo. Sezione Scuole:primo premio al liceo classico linguistico “Bonaventura Secusio” di Caltagirone, secondo premio ex aequo al liceo classico “Ruggero Settimo” di Caltanissetta e al liceo scientifico “Benedetto Croce” di Palermo.
- Nello Scavo, Umberto Santino - Premio Mario Francese 2020. Premio Giuseppe Francese a Tullio Filippone. Menzione Speciale a Gaetano Scariolo. Sezione Scuole: “Vittima di giustizia”, realizzato dal Liceo Foscolo di Canicattì.
- Premio Mario Francese 2022-23. Il premio Mario Francese 2022 è stato assegnato a Mario Barresi, il premio Giuseppe Francese a Lucia Sgueglia e per la sezione Scuole al Liceo scientifico Giuseppe D'Alessandro di Bagheria.
- 2024 XXV edizione del Premio giornalistico Mario e Giuseppe Francese, Premio Mario Francese a Lara Sirignano e Premio Giuseppe Francese a Domenico Iannacone Premio alla memoria a Andrea Purgatori. Premio Scuole a Liceo Sciascia Fermi di Sant’Agata di Militello nel cortometraggio “La voce del futuro”.
- 2025 XXVI edizione del Premio giornalistico Mario e Giuseppe Francese, Premio Mario Francese a Salvo Palazzolo e Premio Giuseppe Francese (ex aequo) a Luciana Esposito e Filippo Passantino. Menzione speciale a Fabio Grassadonia e Antonio Piazza registi e sceneggiatori di Iddu - L'ultimo padrino . Vincitore Spazio Scuola al cortometraggio dell'Istituto tecnico Vittorio Emanuele III, menzione speciale per il Liceo Filippo Lussana di Bergamo e per l’Istituto Carlo Alberto dalla Chiesa di Partinico.